# Dipchasphecia kashgarensis
Dipchasphecia kashgarensis is een vlinder uit de familie wespvlinders (Sesiidae), onderfamilie Sesiinae.
Dipchasphecia kashgarensis is voor het eerst wetenschappelijk beschreven door Špatenka & Kallies in 2001. De soort komt voor in het Palearctisch gebied.